# راغهوناث مورمو
راغهوناث مورمو (05 مايو 1905 – 1 فبراير 1982) هو أديب وشاعر وكاتب مسرحي هندي ويعود له الفضل في وضع كتابة «أول تشيكي» المستخدمة في كتابة نصوص اللغة السنتالية. وكتب مورمو كتباً مدرسية بنص أول تشيكي، بالإضافة إلى كتب أخرى جمعت أغاني ومسرحيات من تألَّيفه.

## التكريم
قام حزب أديفاسي ماهاسابها في ولاية مايوربهانج الأميرية سابقاً بتكريم مورمو بمنحه لقب «غورو غومك» أو بمعنى «الأستاذ العظيم».
أعلن رئيس وزراء ولاية أوديشا في عام 2016 عن جعل عيد ميلاد مورمو الذي يصادف يوم الخامس من شهر مايو «عطلة اختيارية» وأوعِزَ لوزارة الثقافة الخاصة بالولاية بالاحتفال بهذا اليوم سنوياً تكريماً لوضعه لكتابة «أول تشيكي».

## وصلات خارجية
- "Pandit Raghunath Murmu & OlChiki Script". 8 مايو 2017. مؤرشف من الأصل (فيديو يوتيوب) في 2020-01-25. اطلع عليه بتاريخ 2017-12-04.
- "Pandit Raghunath Murmu Documentary". 1 مارس 2017. مؤرشف من الأصل (فيديو يوتيوب) في 2020-01-25. اطلع عليه بتاريخ 2017-12-04.